# Patrick Rondat

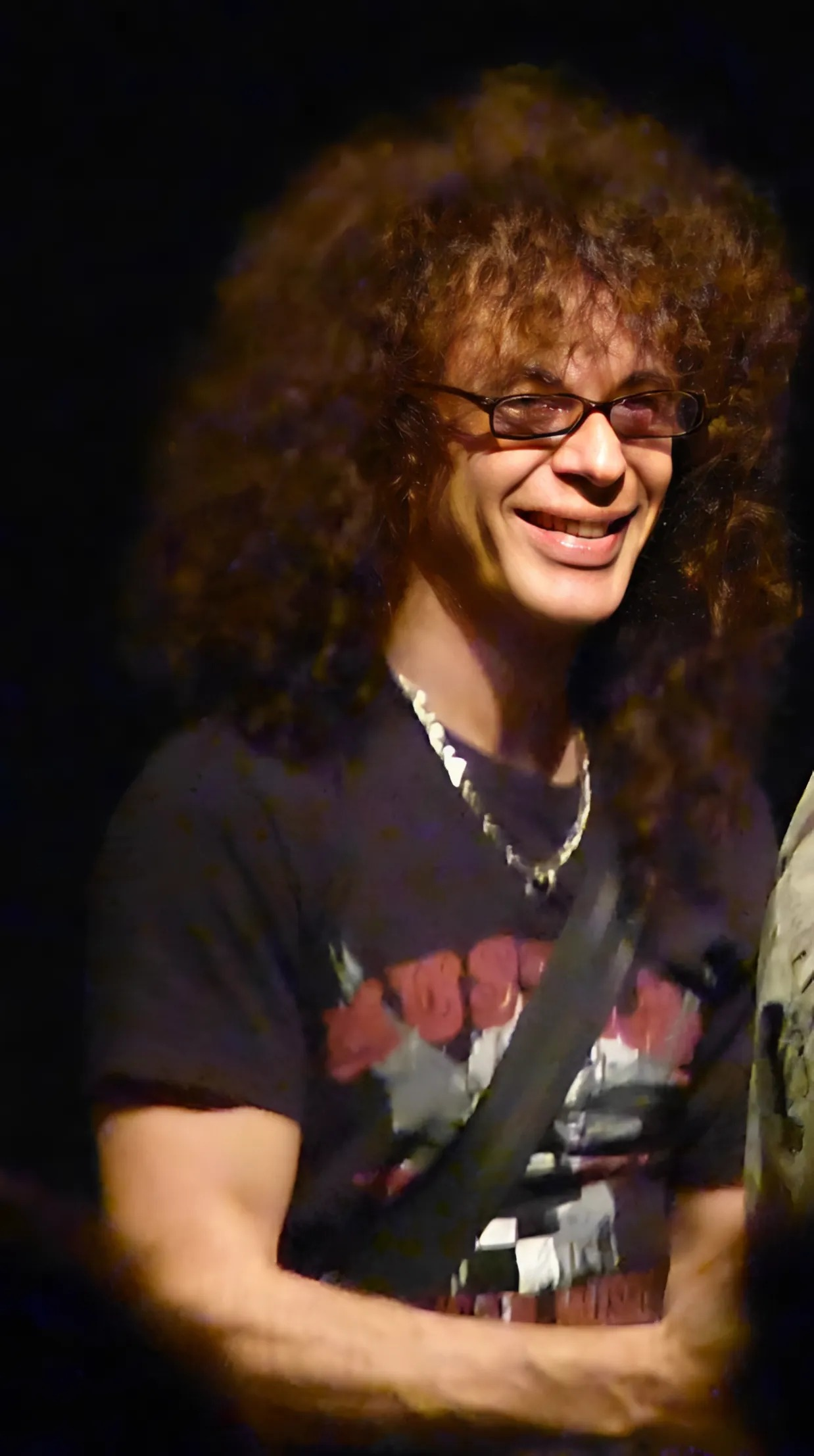
Aquí se muestra al guitarrista Patrick Rondat

Patrick Rondat', es un guitarrista francés nacido el 12 de octubre de 1960, se ha caracterizado en el rock melódico, Jazz fusión, Rock Progresivo, Hard Rock, entre otros estilos. Se ha influenciado fuertemente artistas como Van Halen, Gary Moore y Eric Clapton.

## Discografía

### Álbumes personales
- 1989: Just for Fun

- 1991: Rape of the Earth

- 1996: Amphibia

- 1998: Amphibia Tour Live

- 1999: On The Edge

- 2004: An Ephemeral World

- 2006: Best Of

- 2008: Patrick Rondat - Hervé N'Kaoua

- 2009: Original album classics (reedición de los álbumes Just For Fun; Rape Of The Earth; An Ephemeral World; Patrick Rondat - Hervé N'Kaoua + live inédito).

### Collaboraciones
- 1993: Jean Michel Jarre - Chronologie

- 1994: Stone Age - sur l'album L'Enchanteur

- 1997: Stone Age - sur l'album Les Chronovoyageurs

- 1999: Consortium Project - Consortium Project

- 2000: Elegy - Forbidden Fruit

- 2001: Consortium Project - Continuum in Extremis

- 2002: Elegy - Principles of Pain

- 2004: Gianluca Galli - Back Home

- 2006: Francis Rimbert - Mécanique du Temps

- 2007: Stone Age - en el álbum Totems d'Armorique

## Artistas con quien se destacó
- Elegy
- Consortium Project
- Joe Satriani, Steve Vai y Michael Schenker
- Jean Michel Jarre
- Francis Rimbert
- Steve Lukather
- The Element
- Michel Petrucciani
- Didier Lockwood
- Pascal Mulot
- Hervé N'Kaoua
- Misanthrope
- Nightmare
- Patrice Guers
- Jean Fontanille
- Christian Namour
- Stone Age
- Herman Li
- Slaught